# Te Anau
Te Anau es un pueblo situado en Southland, en la isla Sur de Nueva Zelanda. Se encuentra en la orilla este del lago Te Anau en Fiordland, que es el lago más grande de la isla Sur y el segundo lago más grande del país después del Taupo. Según el censo del 2013, la población del pueblo es de 1911 habitantes. El pueblo tiene amplio alojamiento de todas clases y tiene más de 4000 camas en los meses de verano.
El turismo y la agricultura son las actividades económicas principales de la zona. Dado que el pueblo está situado al lado del parque nacional de Fiordland, Te Anau es la entrada a una zona famosa de monte que tiene amplias oportunidades de andar en sendas famosas donde los turistas pueden disfrutar de los paisajes espectaculares. Muchos turistas vienen a conocer los famosos fiordos, Milford Sound y Doubtful Sound. También muchos turistas participan en actividades como hacer kayak, ciclismo, montar en barcos, pesca y caza, y tures de fincas.  
Hay muchas especies de pájaros localmente, notablemente la especia conocida como el takahe.  El takahe vive en el parque nacional de Fiordland y lamentablemente está en peligro de extinción. La oficina del departamento de conservación en Te Anau protege activamente las aves nativas de Nueva Zelanda en peligro de extinción.
Te Anau está conectado por carretera con Invercargill al sudeste, Queenstown al noreste, Gore al este, y Manapouri hacia el sur. Te Anau es donde empieza la famosa carretera Milford, cuyo destino es el famoso fiordo Milford Sound a 120 kilómetros al norte.  
Una atracción popular en Te Anau son las cuevas Te Anau, las cuales están al otro lado del lago Te Anau. Las cuevas tienen una especia de lombriz luminosa, que se pueden ver con un tour guiado.
Te Anau tiene dos escuelas, Fiordland College y Te Anau Primary School y un supermercado Fresh Choice.